# メラニー・ロラン
メラニー・ロラン（Mélanie Laurent, 1983年2月21日 - ）は、フランスの女優、映画監督、歌手、モデル。

## 来歴
1983年2月21日、パリで生まれた。父親は声優のピエール・ロラン、母親はバレリーナだった。アシュケナージおよびセファルディム系ユダヤ人の家系であり、祖父はナチスの迫害を受けた。
1999年、16歳の時にジェラール・ドパルデューに見出され、彼の監督作『Un pont entre deux rives』に出演した。その後、一時は学業に専念したが、2001年にロドルフ・マルコーニ監督の『これが私の肉体』に起用され、ルイ・ガレル、ジェーン・バーキン、エリザベット・ドパルデューと共演した。2002年にはミシェル・ブランが監督した『キスはご自由に』に起用され、同作のヒットと共に注目を浴びた。2006年、フィリップ・リオレ監督の『マイ・ファミリー 遠い絆』に主演し、第32回セザール賞有望若手女優賞と第12回リュミエール賞の新人女優賞を受賞した。2007年には第57回ベルリン国際映画祭でシューティング・スター賞を受賞した。2009年にはクエンティン・タランティーノ監督の『イングロリアス・バスターズ』に出演し、ハリウッドにも進出した。同年の『オーケストラ!』は代表作の一つになった。
映画監督としても活動しており、2008年に短編『De moins en moins』でデビュー。同作は第61回カンヌ国際映画祭の短編コンペティション部門に出品された。2011年には初の長編監督作となった『Les adoptés』を発表した。2014年の長編2作目『Respire』は第67回カンヌ国際映画祭の批評家週間部門で上映された。

### 私生活
2005年から2009年まで俳優のジュリアン・ボワスリエと交際していた。2013年に結婚した男性との間に長男レオを授かった。

## フィルモグラフィー

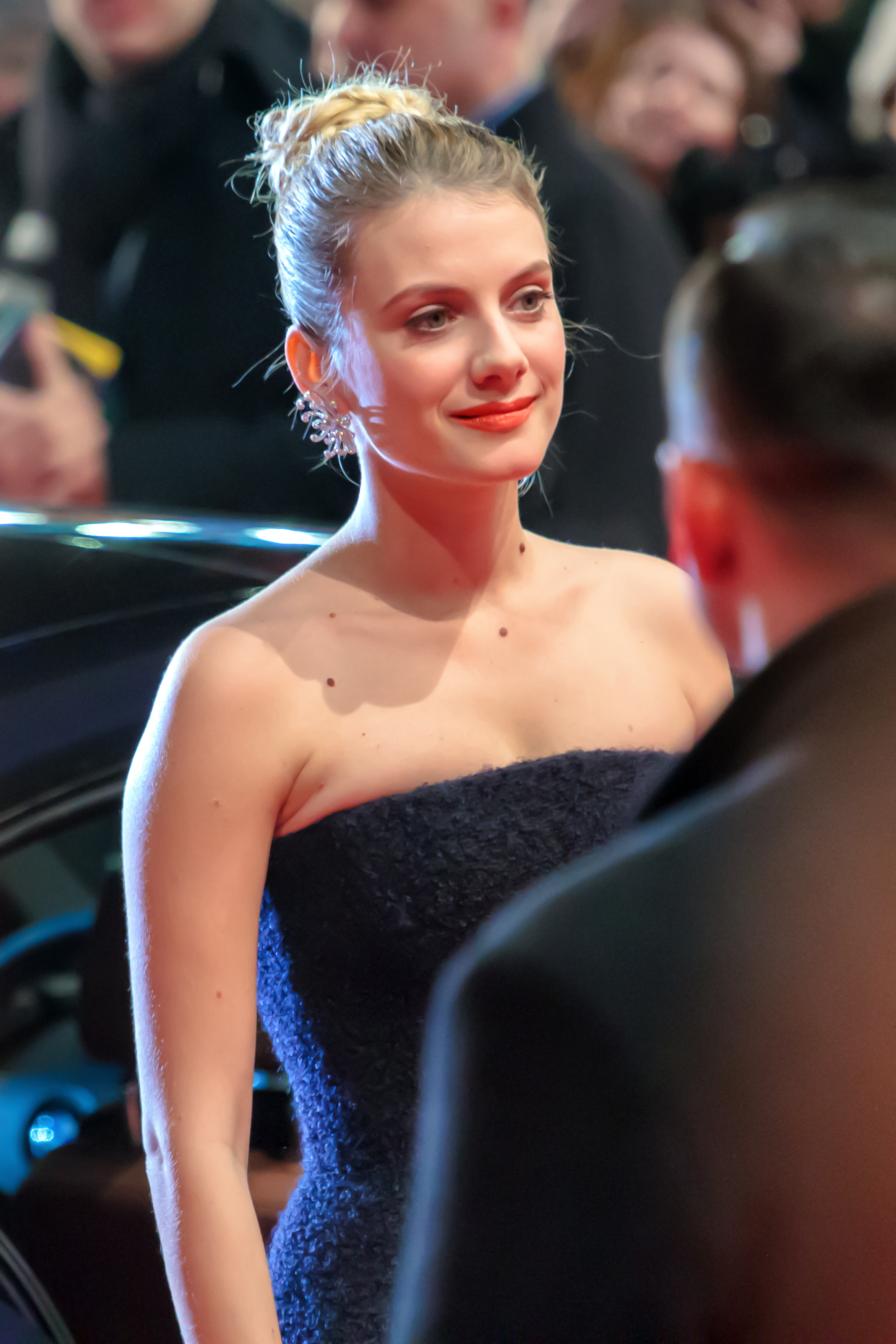
第63回ベルリン国際映画祭にて （2013年）

### 出演
- Un pont entre deux rives （1999年）
- これが私の肉体 Ceci est mon corps （2001年）
- キスはご自由に Embrassez qui vous voudrez （2002年）
- スノーボーダー Snowboarder （2003年）
- ライス・ラプソディー 海南雞飯 Rice Rhapsody （2004年）
- THE LAST DAY Le dernier jour （2004年）
- 真夜中のピアニスト De battre mon coeur s'est arrêté （2005年）
- デイズ・オブ・グローリー Indigènes （2006年）
- マイ・ファミリー 遠い絆 je vais bien, ne t'en fais pas （2006年）
- 殺し屋 Le tueur （2007年）
- スマイルコレクター La chambre des morts （2007年）
- ホテルの出来事 Voyage d'affaires （2008年） 短編
- PARIS Paris （2008年）
- 恋は3000マイルを越えて Jusqu'à toi （2009年）
- イングロリアス・バスターズ Inglourious Basterds （2009年）
- オーケストラ! Le Concert （2009年）
- 黄色い星の子供たち The Round Up （2010年）
- 人生はビギナーズ Beginners （2010年）
- ラスト・アサシン Requiem pour une tueuse （2011年）
- 突然、みんなが恋しくて Et soudain, tout le monde me manque （2011年）
- リスボンに誘われて Night Train to Lisbon （2013年）
- グランド・イリュージョン Now You See Me （2013年）
- 複製された男 Enemy （2013年）
- ミモザの島に消えた母 Boomerang（2015年）[2]
- 白い帽子の女 By the Sea（2015年）
- エタニティ 永遠の花たちへ Éternité（2016年）
- 英雄は嘘がお好き Le Retour du héros （2018年）
- オペレーション・フィナーレ Operation Finale （2018年）
- ミアとホワイトライオンMia et le Lion blanc （2018年）
- 6アンダーグラウンド 6 Underground (2019年)
- リトル・アメリカ Little America （2020年）
- オキシジェン（2021年）
- 社会から虐げられた女たち Le Bal des folles（2021年）
- マーダー・ミステリー2 Murder Mystery 2（2023年）

### 監督
- De moins en moins （2008年） 短編
- À ses pieds （2008年） テレビシリーズ『女の欲望に関する5章』の一篇、兼脚本
- Les adoptés （2011年）
- Surpêche （2012年） 短編ドキュメンタリー
- Respire （2014年）
- TOMORROW パーマネントライフを探して Demain（2015年） ドキュメンタリー
- 欲望に溺れて Plonger （2017年） 兼脚本
- ガルヴェストン Galveston (2018年)
- 社会から虐げられた女たち Le Bal des folles（2021年）
- ヴォルーズ Voleuses(2023年)兼脚本、出演　Netflix映画

## ディスコグラフィー

### アルバム
- En t'Attendant （2011年）